# Макинтош, Гарольд, 1-й виконт Макинтош Галифакский
Гарольд Винсент Макинтош, 1-й виконт Макинтош из Галифакса (англ. Harold Vincent Mackintosh, 1st Viscount Mackintosh of Halifax; 8 июня 1891 — 27 декабря 1964) — британский бизнесмен, государственный служащий и благотворитель.

## Ранний период жизни
Родился 8 июня 1891 года в Галифаксе, Западный райдинг Йоркшира. Сын Джона и Вайолет Макинтош, у которых была фабрика по производству ирисок на Куинс-роуд в Галифаксе, затем Albion Mills, а также в США, Канаде, Германии и Австралии. Он получил образование в Галифаксской новой школе. Вместо того чтобы поступить в университет, он провел несколько лет в Крефельде в Северном Рейне-Вестфалии, Германия, где он управлял фабрикой по производству ирисок Mackintosh и выучил язык. Он был членом немецкой международной хоккейной команды до Первой мировой войны. Во время Первой мировой войны он служил в Королевском военно-морском добровольческом резерве.

## Карьера
Гарольд Макинтош был владельцем кондитерского бизнеса John Mackintosh & Sons Ltd с 1920 года, когда его отец умер от сердечного приступа. Компания John Mackintosh & Sons Ltd была размещена в марте 1921 года. Он участвовал в объединении группы строительных обществ Галифакса в Halifax Building Society в 1928 году. В сентябре 1931 года он едва избежал слияния компании с Rowntrees of York. Обе компании уже имели совместный филиал в Республике Ирландия.
В результате встречи за обедом в отеле Savoy в 1932 году он купил кондитерскую компанию AJ Caley в Норидже у Unilever. На месте Caleys сейчас находится торговый центр Chapelfield. Это поглощение Caleys помогло компании Mackintosh расширить ассортимент своей продукции, в частности, заметно изменив свою зависимость от ирисок на продукты с шоколадной ириской, такие как Quality Street в 1936 году и Rolo. Для запуска Quality Street он разместил полностраничную рекламу на первой странице Daily Mail 2 мая 1936 года. Его брат Эрик управлял фабрикой Caleys. Он был председателем Национального сберегательного комитета с 1943 года, став президентом в 1958 году. В 1956 году под его руководством National Savings представила премиальные облигации. Он занимал должность канцлера Университета Восточной Англии с 1962 по 1964 год.
Гарольд Макинтош был посвящен в рыцари в 1922 году в честь Нового года, когда ему было всего 31 год, он был одним из самых молодых людей, посвященных в рыцари в 20 веке, за свою работу с воскресными школами. Он получил титулы баронета Макинтоша из Галифакса в 1935 году и барона Макинтош из Галифакса, из Хезерсетта в графстве Норфолк, в 1948 году. В 1957 году для него был создан титул виконта Макинтоша из Галифакса, из Хезерсетта в графстве Норфолк. В 1948 году ему была присвоена почетная степень доктора права Университетом Лидса. На улице Антханк-роуд в Норвиче находится дом Гарольда Макинтоша.

## Личная жизнь
8 июня 1916 года Гарольд Макинтош женился на Констанс Эмили Стоунхэм (? — 11 декабря 1975), второй дочери Эдгара Купера Стоунхэма. У супругов было двое детей:
- Джон Макинтош, 2-й виконт Макинтош из Галифакса (7 октября 1921 — 2 ноября 1980)
- Достопочтенная Мэри Макинтош (18 апреля 1927 — 19 января 2006), в 1949 году она вышла замуж за Чарльза Майкла Уотта, от брака с которым у неё было трое детей.

Виконт Макинтош скончался в Тикторн-холле в возрасте 73 лет в Норидже , оставив в завещании 218 404 фунтов стерлингов.
Его портрет, написанный известным шотландским художником-портретистом Коуэном Добсоном, хранится в Университете Восточной Англии в Норидже.